# Kanton Saint-Martin-de-Valamas
Saint-Martin-de-Valamas is een voormalig kanton van het Franse departement Ardèche. Het kanton maakte deel uit van het arrondissement Tournon-sur-Rhône. Het werd opgeheven bij decreet van 13 februari 2014 met uitwerking op 22 maart 2015.

## Gemeenten

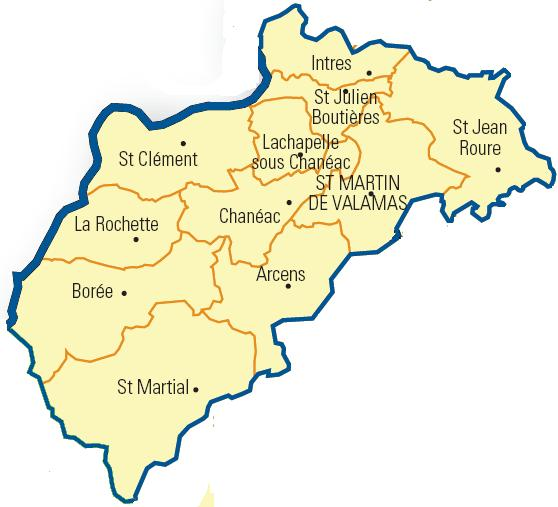
Ligging van gemeenten in het kanton

Het kanton Saint-Martin-de-Valamas omvatte de volgende gemeenten:
- Arcens
- Borée
- Chanéac
- Intres
- Lachapelle-sous-Chanéac
- La Rochette
- Saint-Clément
- Saint-Jean-Roure
- Saint-Julien-Boutières
- Saint-Martial
- Saint-Martin-de-Valamas (hoofdplaats)